# ラインバーンNF10形電車
NF10は、ドイツの大都市・デュッセルドルフの路面電車であるデュッセルドルフ市電で使用されている電車。車内の大部分が低床構造となっている超低床電車で、ドイツ語で「銀の矢」を意味する「シルバーフェイル（Silberpfeil）」と言う愛称を持つ。この項目では、編成が異なる同型車両で「小さな銀の矢」という意味の「クライナー・シルバーフェイル（Kleiner Silberpfeil）」という愛称を有するNF8についても解説する。

## 概要
デュッセルドルフと周辺都市で公共交通機関を運営するラインバーンの鉄道路線のうち、デュッセルドルフ市内を走る路面電車（デュッセルドルフ市電）で使用されている電車。編成はNF10が7車体連接車、NF8が5車体連接車で、両形式ともループ線が存在する系統での運用を前提とした片運転台である。
NF10やNF8は製造メーカーのシーメンスが世界規模で展開するコンビーノと呼ばれる車両ブランドの1つであり、VVVFインバータ制御方式の制御装置を始めとした電気機器についても各都市に導入されたコンビーノと同様にフォスロ・キーペ製のものが採用されている。その一方で車体構造は他都市のコンビーノと異なり前後車体の全長が長くなっており、急曲線の通過が可能となるよう車端には車軸を有した付随台車が存在する。そのため台車用の空間確保のため車端下部のカバーが横に広がっている他、後部車体の後端のみ2段のステップを経る高床構造となっている。それ以外の部分は全て床上高さ330 mmの低床構造で、座席配置は前後車体および中間のフローティング車体はクロスシート、独立車輪式台車が存在する車体長が短い中間車体はロングシートとなっている。また、車内には折り畳み座席が備わった車椅子用のフリースペースが数か所存在する。
最初に製造されたのは7車体連接車のNF10で、2000年から納入が開始され2002年までに36両（2001 - 2036）が導入された。続いて翌2003年には5車体連接車のNF8が15両（2201 - 2215）導入され、2020年現在も全車両がデュッセルドルフ市電の各系統で使用されている。これらの車両の導入に伴い旧型電車の置き換えが実施され、長年デュッセルドルフ市内で使用されていたデュワグカーのうち2車体連接車が2002年をもって営業運転を終了した。

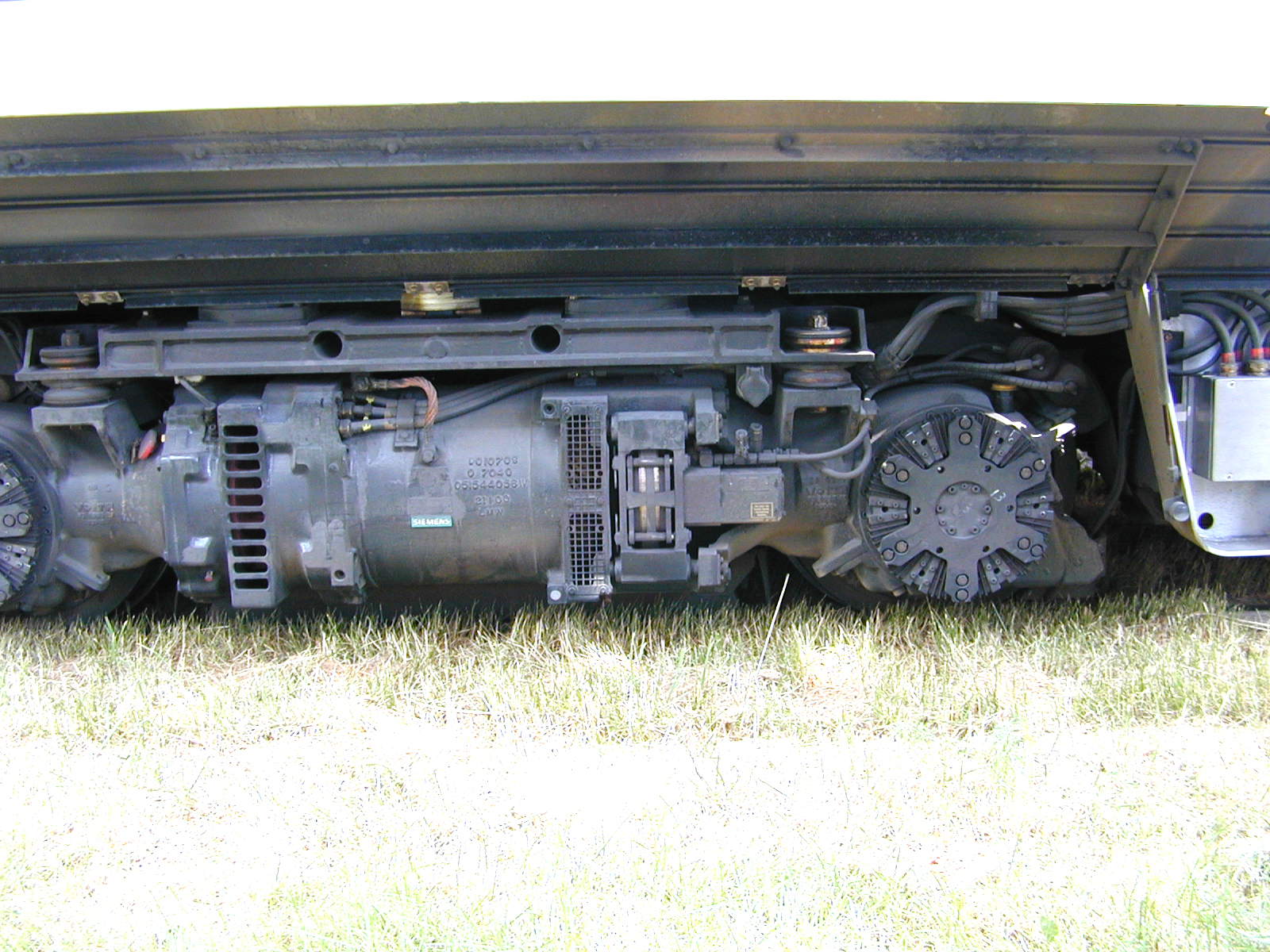
台車（2002年撮影）
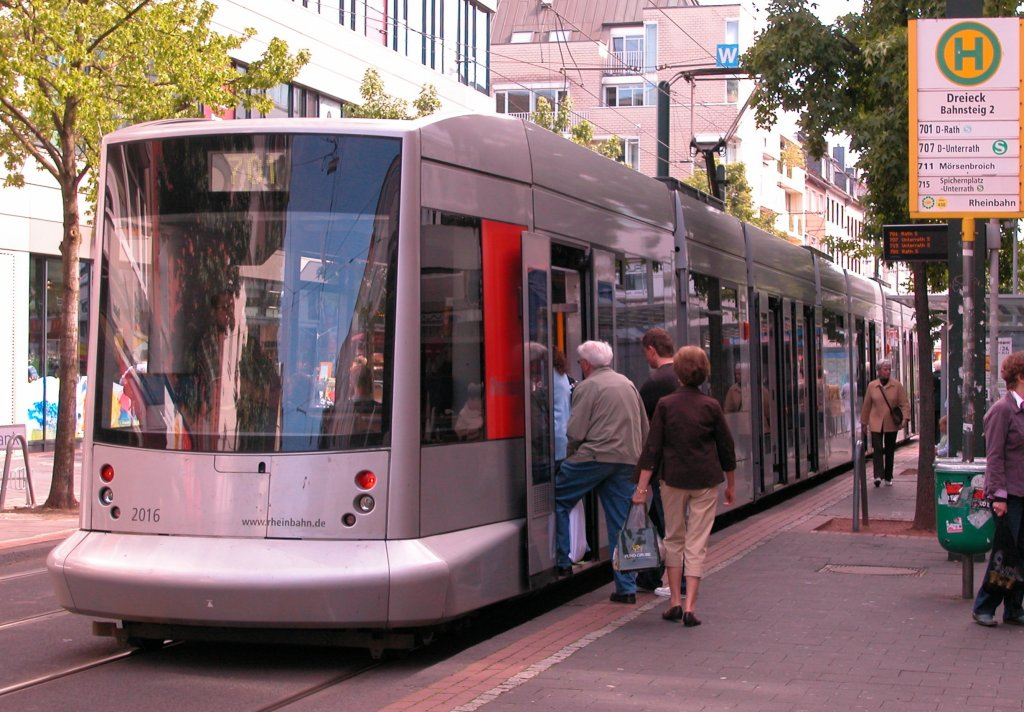
後方には運転台がない（2009年撮影）
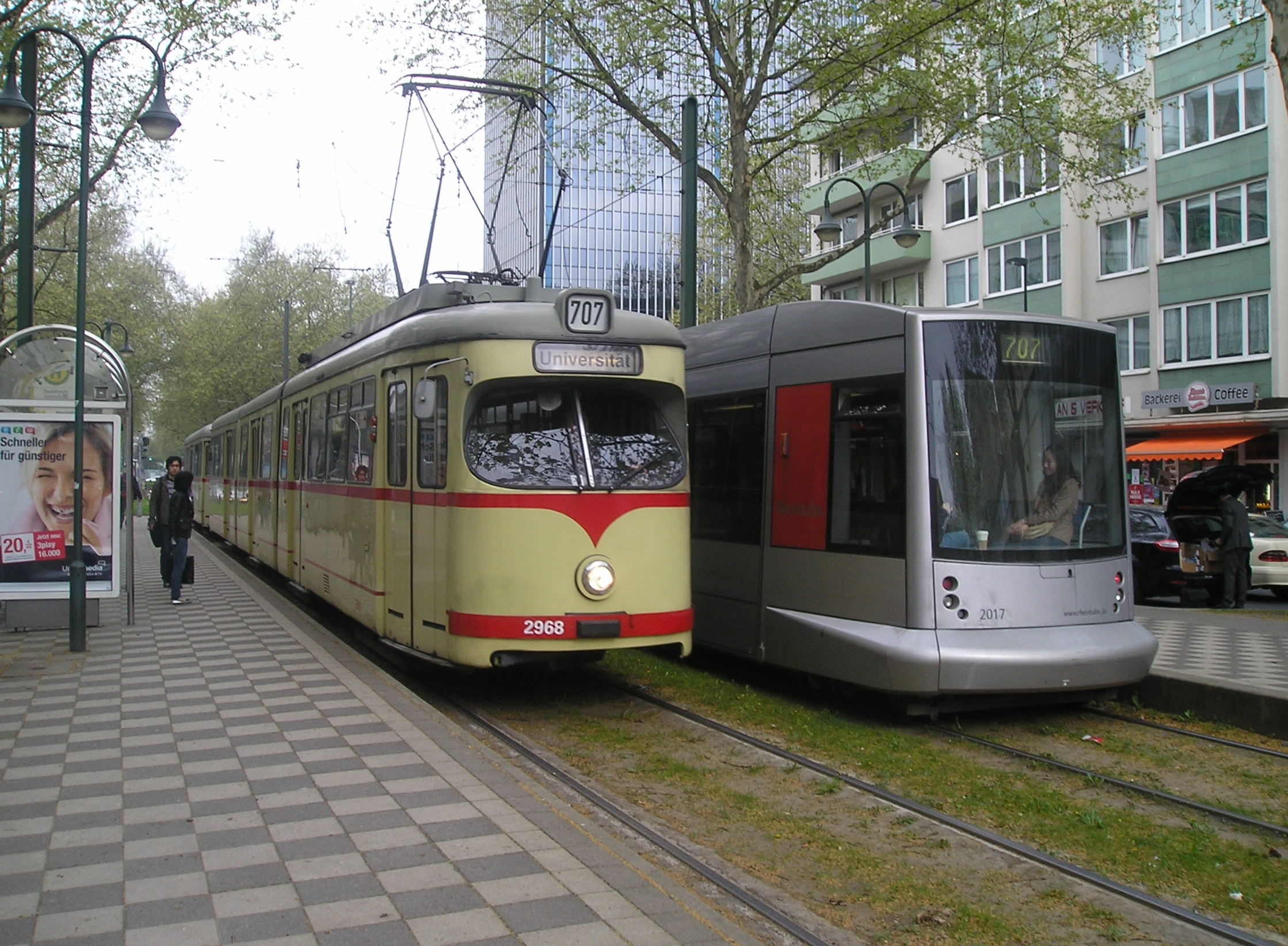
デュワグカー（左）と並ぶNF10（右）（2010年撮影）

## トラブル
NF10やNF8を含め、世界各地に導入されたコンビーノは2000年代初頭に車体の亀裂や強度不足など構造上の欠陥が発覚し、製造メーカーのシーメンスがリコールを実施する事態となった。NF10やNF8についても検査の結果車体各部に亀裂が発見された事からシーメンスの工場で車体や連接構造を含めた大規模な改修工事が実施された。全車両が対象となったため、NF10やNF8は2005年以降一時的に運用を離脱し、2008年から2009年にかけて改修が完了した車両が順次運用に復帰している。

## 参考資料

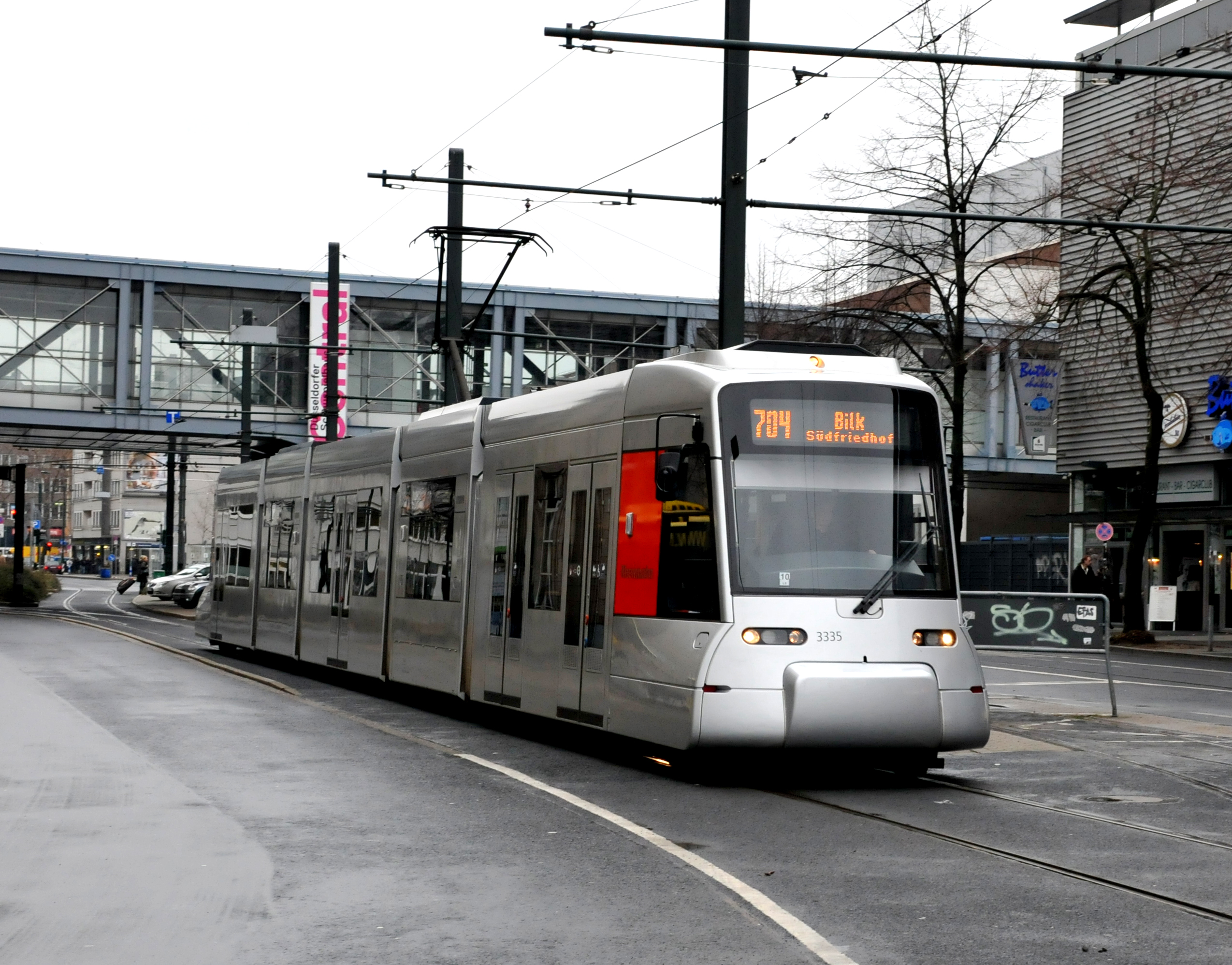
Rheinbahn Depot & Workshop Lierenfeld (2006年10月28日). Welcome at Rheinbahn AG (PDF) (Report). Düsseldorf. 2021年2月5日閲覧.{{cite report}}:  CS1メンテナンス: dateとyear (カテゴリ)
- Harry Hondius (Summer 2001). “Rozwój niskoi średniopodłogowych pojazdów tramwajowych” (PDF). TTS Technika Transportu Szynowego. Instytut Naukowo-Wydawniczy „SPATIUM” sp. z o.o: 24–40. 2021年2月5日閲覧.{{cite journal2}}:  CS1メンテナンス: dateとyear (カテゴリ)